# Markea viridiflora
Markea viridiflora là loài thực vật có hoa trong họ Cà. Loài này được (Sims) Ducke mô tả khoa học đầu tiên năm 1922.